# Vexillologi

Internationella vexilliologiförbundets, FIAV:s, flagga.

Vexillologi (av latin vexillum, ”flagga”, ”baner”, ”standar”, och -logi) är det vetenskapliga studiet av på tyg framställda symboler såsom flaggor, fanor, vimplar, baner och standar. Vexillologin har hämtat många av sina ord och begrepp från heraldiken men anses numera vara en helt egen historisk hjälpvetenskap. 

## Etymologi
Termen myntades år 1958 av amerikanen Whitney Smith som systematiserade och formaliserade studier om flaggor. Ordet har hämtats från latinets vexillum, en kvadratisk fana som användes av det romerska kavalleriet under antiken.

## Historik
De tidigaste studierna av vexillologi, som blev mer allmänt kända, är från 1400-talet och var reseberättelser med Libro do Conoscimiento från år 1473 som första verk. Andra källor var vapenrullor och kartor, som vanligen innehöll vapen och flaggor. Det första rent vexillologiska verket kom emellertid år 1858 och hette Album des pavillons, guidons et flammes de toutes les puissances maritimes.
Whitney Smith tog fram ett system med vexillilogiska symboler för att snabbt beskriva en flaggas användning, status och karaktär och han grundade den internationella förbundet för vexillologi, Fédération internationale des associations vexillologiques.

## Klassifikation
Inom SAB-systemet för svenska bibliotek har vexillologi koden ”Kyd” (Ky är historiska hjälpvetenskaper). 